# آپوربا کیشور بیر
آپوربا کیشور بیر (انگلیسی: Apurba Kishore Bir؛ زادهٔ ۱۹۴۸) فیلم‌بردار، کارگردان فیلم اهل هند است. وی از سال ۱۹۷۳ میلادی تاکنون مشغول فعالیت بوده‌است.

## فیلم‌شناسی
- ۲۷ پائین (۱۹۷۳)
- آشیانه (۱۹۷۷)
- گرگ و میش (1977)
- Ondanondu Kaladalli (1978)
- شیرین و ترش (۱۹۷۸)
- ازدواج عاشقانه (1979)
- Dooriyaan (1979)
- Hamari Bahu Alka (1982)
- گاندی (1982; was a part of the first-unit cameramen)[۳]
- Rangula Kala (1983)
- Aadat Se Majboor (1983) (فیلم‌نامه‌نویس)
- Daasi (1988)
- Pestonjee (1988)
- Matti Manushulu (1990)
- Aadi Mimansa (۱۹۹۱, همچنین کارگردان)
- Diksha (1991)
- Aranyaka (۱۹۹۴) (همچنین کارگردان و فیلم‌نامه‌نویس)
- Shesha Drushti (۱۹۹۷, همچنین کارگردان)
- Baaja (۲۰۰۲, همچنین کارگردان و فیلم‌نامه‌نویس)
- شرارت (۲۰۰۲)
- Hari Villu (۲۰۰۳)
- طعمه (۲۰۰۵)